# Jean-Louis Dumet
 (février 2015).
Jean, Louis Dumet est un homme politique français. Né le 12 décembre 1907 à Sardent (Creuse) mort le 30 janvier 1966 à Saint-Hilaire-le-Château (Creuse), il est député communiste de la Creuse  de 1946 à 1951.

## Biographie
Jean Louis Dumet est issu d'une vieille famille de paysans creusois. Petit propriétaire dans la commune de Saint-Hilaire-le-Château, il participe aux activités de la Résistance notamment au comité d'action paysanne.
Membre du Parti communiste français il est élu en 1945 maire de sa commune.
Son engagement l'amène à être candidat sans succès sur la liste menée par Auguste Tourtaud à l'élection de la seconde constituante en juin 1946.
De nouveau candidat aux législatives de novembre 1946, il bénéficie de la forte poussée du parti communiste en Creuse. Pour la première fois de son histoire, le parti envoie deux représentants au Parlement (Auguste Tourtaud et Jean Dumet).
Durant son mandat, Jean Dumet réserve l'essentiel de ses interventions aux sujets agricoles. Pour le reste, il s'en tient aux positions de son parti. Il est élu juré à la haute cour de justice en novembre 1946.
Raillé par les paysans creusois en raison de sa modestie (il avait dû s'acheter un chapeau pour siéger au Parlement), il n'en est pas moins un des rares authentiques petits propriétaires exploitants que la Creuse ait élu député. Pour une terre agricole, ce n'est pas le moindre des paradoxes.
Candidat aux législatives de 1951, il est victime du système des apparentements qui fait perdre un siège au PCF au bénéfice de l'alliance SFIO-Parti radical. Il ne se représentera pas.

## Mandats électifs

### Parlementaire
- Novembre 1946-1951 : député de la Creuse

### Mandats locaux
- 1945-1966 : Maire de Saint-Hilaire-le-Château (Creuse).

## Sources
- Ressource relative à la vie publique :   - Base Sycomore
- J-C Pasty, L'Évolution de l'opinion publique dans le département de la Creuse depuis 1919, Thèse-1958